# 台灣喉鬚鮫
台灣喉鬚鮫（学名：Cirrhoscyllium formosanum），又名臺灣橙黃鯊、沙條，为喉鬚鮫科橙黃鯊屬下的一个种。

## 分布
本魚僅分布於台灣南部和西部水深1至110公尺的海域。

## 特徵
本魚體呈圓柱形，稍平扁。眼睛橢圓形，口下位。體呈黃褐色，背部兩側具6至7個深色鞍狀斑。體長可達39公分。

## 生態
本魚棲息於沿海礁沙混合且海藻生的海床，行動緩慢，屬肉食性，以底棲無脊椎動物及小魚為食。

## 經濟利用
無經濟價值，做下雜魚處理。